# LiBeraturpreis
Der LiBeraturpreis ist ein Literaturpreis, der ausschließlich an Autorinnen aus Afrika, Asien, Lateinamerika und der arabischen Welt vergeben wird.

## Geschichte
Von 1987 bis 2012 wurde er vom Verein Initiative LiBeraturpreis im Ökumenischen Zentrum Christuskirche in Frankfurt am Main verliehen. Maßgeblich begründet und langjährig begleitet hat diese Initiative Ingeborg Kaestner. Seit 2013 übernimmt der Verein Litprom unter der Regie der Frankfurter Buchmesse die Verleihung. Anlass zur Stiftung dieses Preises war einerseits, dass in der entwicklungspolitischen Diskussion viel von der materiellen Armut der Länder des Südens die Rede ist, jedoch zu wenig von deren kulturellem Reichtum. Andererseits ist die geringe Zahl von übersetzten Werken von Autorinnen aus den genannten Ländern genannt worden.
Der Preis war bis 2012 mit einem Preisgeld von 500 Euro sowie einer Einladung zur Frankfurter Buchmesse verbunden. Seit 2013 beinhaltet der LiBeraturpreis ein Preisgeld von 3000 Euro und eine Einladung zur Frankfurter Buchmesse. In einem heute nicht mehr im Netz verfügbaren Online-Artikel des Goethe-Instituts wurde dem LiBeraturpreis einiger Stellenwert zugeschrieben, da er die Aufmerksamkeit auf Kulturleistungen der so genannten Dritten Welt lenke. Seit 2014 ist die Abstimmung über die Preisträgerin öffentlich und wird online durchgeführt.
Von 2001 bis 2007 vergab die Initiative LiBeraturpreis zusätzlich einen Förderpreis, um Autorinnen für den deutschsprachigen Raum zu „entdecken“, von denen noch keine Texte in deutscher Übersetzung vorliegen. Mit dem Förderpreis war eine Einladung zur Leipziger Buchmesse verbunden, um damit auch die Aufmerksamkeit der Verlage zu wecken.
Seit 2017 ist die Chefredakteurin der Deutschen Welle, Ines Pohl, Schirmherrin des LiBeraturpreises.
Im Jahr 2023 ging der Preis an die palästinensische Schriftstellerin Adania Shibli. Die Verleihung sollte am 20. Oktober 2023 stattfinden. Kurz davor erklärte LitProm jedoch, dass die Verleihung verschoben werde »Aufgrund des Krieges, der von der Hamas begonnen wurde und unter dem Millionen Menschen in Israel und Palästina leiden«. In einer ersten Erklärung hatte LitProm behauptet, die Verschiebung sei eine »gemeinsame Entscheidung« mit der Autorin gewesen; Shibli erklärte allerdings, dass die Entscheidung ohne ihr Einverständnis getroffen worden sei, und dass sie die Gelegenheit der Verleihung genutzt hätte, um über die Rolle der Literatur in dieser grausamen und schmerzlichen Zeit zu reflektieren. Mehr als 350 Autoren (darunter Colm Tóibín, Hisham Matar, Kamila Shamsie und William Dalrymple) kritisierten die Frankfurter Buchmesse und schrieben in einem offenen Brief: »Es liegt in ihrer Verantwortung, Räume für palästinensische Schriftsteller zu schaffen, in denen sie ihre Gedanken, Gefühle und Überlegungen zur Literatur in diesen schrecklichen, grausamen Zeiten austauschen können, und nicht, sie zum Schweigen zu bringen.«

## Vergabepraxis
Von 2016 bis 2020 wurde der Preis vom Publikum vergeben: Jede und jeder konnte einen Titel der Weltliteratur vorschlagen und damit die Preisträgerin mitbestimmten.
Seit 2021 werden die Autorinnen automatisch nominiert, die im Vorjahr auf einer der vier Weltempfänger-Bestenlisten standen. Darunter sind in den letzten Jahren zwischen sechs und acht Titel von Autorinnen. Auch wurde neu eine Jury einberufen, die für jeweils zwei Jahre gewählt wird.

## Jury
Die 2021 neu einberufene Jury besteht aus:
- Florian Balke, Redakteur der Frankfurter Allgemeine Zeitung
- Anita Djafari, ehemalige Geschäftsleiterin von Litprom und Jurymitglied der Bestenliste Weltempfänger
- Oliver Fründt, Buchhändler in der Büchergilde-Gutenberg-Buchhandlung Frankfurt am Main
- Monika Lustig, Verlegerin der Edition Converso, Mitglied von Litprom
- Corinna Santa Cruz, Lektorin für Übersetzungen bei der Büchergilde Gutenberg

## LiBeratur-Preisträgerinnen
- 1988: Maryse Condé (Guadeloupe) für Segu. Die Mauern aus Lehm
- 1989: Assia Djebar (Algerien) für Die Schattenkönigin
- 1990: Kamala Markandaya (Indien) für Nektar in einem Sieb
- 1991: Bapsi Sidhwa (Pakistan) für Ice Candy Man
- 1992: Rosario Ferré (Puerto Rico) für Kristallzucker
- 1993: Pham Thi Hoai (Vietnam) für Die Kristallbotin
- 1994: Patricia Grace (Neuseeland) für Potiki
- 1995: Vénus Khoury-Ghata (Libanon) für Die Geliebte des Notablen
- 1996: Carmen Boullosa (Mexiko) für Die Wundertäterin
- 1997: Zoé Valdés (Kuba) für Das tägliche Nichts
- 1998: Mayra Montero (Kuba) für Der Berg der verschwundenen Kinder
- 1999: Astrid Roemer (Surinam) für Könnte Liebe sein
- 2000: Edwidge Danticat (Haiti/USA) für Die süße Saat der Tränen
- 2001: Paula Jacques (Ägypten) für Die Frauen mit ihrer Liebe
- 2002: Yvonne Vera (Simbabwe) für Schmetterling in Flammen
- 2003: Oh Jung-hee (Korea) für Vögel
- 2004: Leïla Marouane (Algerien) für Entführer
- 2005: Fatou Diome (Senegal) für Der Bauch des Ozeans
- 2006: Andrea Blanqué (Uruguay) für Die Passantin
- 2007: Michelle de Kretser (Australien/Sri Lanka) für Der Fall Hamilton
- 2008: Aminatta Forna (Sierra Leone/Großbritannien) für Abies Steine
- 2009: Elizabeth Subercaseaux (Chile) für Eine Woche im Oktober
- 2010: Claudia Piñeiro (Argentinien) für Elena weiß Bescheid[7]
- 2011: Nathalie Abi-Ezzi (Libanon) für Rubas Geheimnis[8]
- 2012: Sabina Berman (Mexiko) für Die Frau, die ins Innerste der Welt tauchte
- 2013: Patrícia Melo (Brasilien) für Leichendieb
- 2014: Raja Alem (Saudi-Arabien) für Das Halsband der Tauben
- 2015: Madeleine Thien (Kanada, chinesisch-malaiische Wurzeln) für Flüchtige Seelen
- 2016: Laksmi Pamuntjak (Indonesien) für Alle Farben Rot
- 2017: Faribā Vafī (Iran) für Tarlan; Laudator: SAID
- 2018: Nguyen Ngoc Tu (Vietnam) für Endlose Felder
- 2019: Mercedes Rosende (Uruguay) für Krokodilstränen[9]
- 2020: Lina Atfah (Syrien/Deutschland) für Das Buch von der fehlenden Ankunft (Gedichte)[10]
- 2021: Pilar Quintana (Kolumbien) für ihren Roman Hündin[11]
- 2022: Chisako Wakatake (Japan) für ihren Roman Jeder geht für sich allein[12]
- 2023: Adania Shibli (Palästina/Deutschland) für ihren Roman Eine Nebensache.[13]
- 2024: Preisvergabe ausgesetzt.[14]

## Förderpreisträgerinnen
Die Preisträgerinnen sind:
- 2001: Mirta Yáñez (Kuba), Havanna ist eine ziemlich große Stadt. Atlantik Verlag 2001
- 2002: Yanick Lahens (Haiti), Tanz der Ahnen. Rotpunkt Verlag 2003
- 2003: Spôjmaï Zariâb (Afghanistan), Mein Hahn. Suhrkamp Verlag 2005
- 2004: Lee Hye-kyoung (Korea) Das Haus am Weg. Pendragon Verlag 2005
- 2005: Tanella Boni (Elfenbeinküste) Matins de couvre-feu, deutscher Verlag noch offen
- 2007: Maïssa Bey (Algerien) Surtout ne te retourne pas, Verlag Donata Kinzelbach

Nach 2007 wurde der Preis nicht mehr vergeben.